# Eleonora di Schleswig-Holstein-Sonderburg-Wiesenburg
Eleonora di Schleswig-Holstein-Sonderburg-Wiesenburg (Vienna, 18 febbraio 1715 – Vienna, 18 aprile 1760) fu Duchessa consorte di Guastalla come moglie di Giuseppe Maria Gonzaga.

## Biografia

### Infanzia
Era figlia del duca Leopoldo di Schleswig-Holstein-Sonderburg-Wiesenburg (1674-1744) e di Maria Elisabetta del Liechtenstein (1683–1744), figlia del principe sovrano Giovanni Adamo Andrea del Liechtenstein.

### Matrimonio e vita da duchessa di Guastalla
Il 29 marzo 1731 sposò l'ultimo duca di Guastalla Giuseppe Maria Gonzaga, ma non ebbero figli. 
Nel 1733 andò in esilio a Venezia col marito, a seguito dell'occupazione di Guastalla dei francesi nella guerra di successione polacca. Fecero ritorno in patria solo nel 1736. Nel 1739, con il consenso della corte imperiale di Vienna, riuscì a farsi eleggere reggente del Ducato di Guastalla, essendo il marito inabile per problemi di salute, dopo aver allontanato il primo ministro Pomponio di Spilimbergo. Nel 1746 dovette nuovamente lasciare Guastalla alla volta di Padova, a causa della guerra di successione austriaca, che vide il bombardamento e l'occupazione della città.  

### Ultimi anni e morte
Due anni dopo la morte del marito (1746), tornò in Germania, dove morì.

## Ascendenza
|                                                                   |                                                 |                                                     | Genitori                                                       |  |  | Nonni |  |  | Bisnonni                                                              |  |  | Trisnonni                                               |  |
|                                                                   |                                                 |                                                     |                                                                |  |  |       |  |  | 8. Philipp Ludwig, I duca di Schleswig-Holstein-Sonderburg-Wiesenburg |  |  | 16. Alexander, II duca di Schleswig-Holstein-Sonderburg |  |
|                                                                   |                                                 |                                                     |                                                                |  |  |       |  |  | 8. Philipp Ludwig, I duca di Schleswig-Holstein-Sonderburg-Wiesenburg |  |  | 16. Alexander, II duca di Schleswig-Holstein-Sonderburg |  |
|                                                                   |                                                 | 17. Dorothea von Schwarzburg-Sondershausen          |                                                                |  |  |       |  |  | 8. Philipp Ludwig, I duca di Schleswig-Holstein-Sonderburg-Wiesenburg |  |  |                                                         |  |
| 4. Friedrich, II duca di Schleswig-Holstein-Sonderburg-Wiesenburg |                                                 |                                                     |                                                                |  |  |       |  |  | 8. Philipp Ludwig, I duca di Schleswig-Holstein-Sonderburg-Wiesenburg |  |  |                                                         |  |
|                                                                   |                                                 | 9. Anna Margarete von Hessen-Homburg                | 18. Friedrich I, langravio d'Assia-Homburg                     |  |  |       |  |  |                                                                       |  |  |                                                         |  |
|                                                                   |                                                 | 9. Anna Margarete von Hessen-Homburg                | 18. Friedrich I, langravio d'Assia-Homburg                     |  |  |       |  |  |                                                                       |  |  |                                                         |  |
|                                                                   |                                                 | 9. Anna Margarete von Hessen-Homburg                | 19. Margarete Elisabeth von Leiningen-Westerburg               |  |  |       |  |  |                                                                       |  |  |                                                         |  |
| 2. Leopold, III duca di Schleswig-Holstein-Sonderburg-Wiesenburg  |                                                 | 9. Anna Margarete von Hessen-Homburg                |                                                                |  |  |       |  |  |                                                                       |  |  |                                                         |  |
|                                                                   |                                                 | 10. Chrystian, duca di Legnica-Brzeg-Wołów-Oława    | 20. Jan Chrystian, duca di Legnica-Brzeg                       |  |  |       |  |  |                                                                       |  |  |                                                         |  |
|                                                                   |                                                 | 10. Chrystian, duca di Legnica-Brzeg-Wołów-Oława    | 20. Jan Chrystian, duca di Legnica-Brzeg                       |  |  |       |  |  |                                                                       |  |  |                                                         |  |
|                                                                   |                                                 | 10. Chrystian, duca di Legnica-Brzeg-Wołów-Oława    | 21. Dorothea Sibylle von Brandenburg                           |  |  |       |  |  |                                                                       |  |  |                                                         |  |
| 5. Karolina, duchessa di Legnica-Brzeg-Wołów-Oława                |                                                 | 10. Chrystian, duca di Legnica-Brzeg-Wołów-Oława    |                                                                |  |  |       |  |  |                                                                       |  |  |                                                         |  |
|                                                                   |                                                 | 11. Luise von Anhalt-Dessau                         | 22. Johann Kasimir, principe di Anhalt-Dessau                  |  |  |       |  |  |                                                                       |  |  |                                                         |  |
|                                                                   |                                                 | 11. Luise von Anhalt-Dessau                         | 22. Johann Kasimir, principe di Anhalt-Dessau                  |  |  |       |  |  |                                                                       |  |  |                                                         |  |
|                                                                   |                                                 | 11. Luise von Anhalt-Dessau                         | 23. Agnes von Hessen-Kassel                                    |  |  |       |  |  |                                                                       |  |  |                                                         |  |
| 1. Eleonora von Schleswig-Holstein-Sonderburg-Wiesenburg          |                                                 | 11. Luise von Anhalt-Dessau                         |                                                                |  |  |       |  |  |                                                                       |  |  |                                                         |  |
|                                                                   | 12. Karl Eusebius, II principe di Liechtenstein | 24. Karl I, I principe di Liechtenstein             |                                                                |  |  |       |  |  |                                                                       |  |  |                                                         |  |
|                                                                   | 12. Karl Eusebius, II principe di Liechtenstein | 24. Karl I, I principe di Liechtenstein             |                                                                |  |  |       |  |  |                                                                       |  |  |                                                         |  |
|                                                                   | 12. Karl Eusebius, II principe di Liechtenstein | 25. Anna Marie Šemberová z Boskovic a Černé Hory    |                                                                |  |  |       |  |  |                                                                       |  |  |                                                         |  |
| 6. Johann Adam I Andreas, III principe di Liechtenstein           | 12. Karl Eusebius, II principe di Liechtenstein |                                                     |                                                                |  |  |       |  |  |                                                                       |  |  |                                                         |  |
|                                                                   |                                                 | 13. Johanna Beatrix von Dietrichstein-Nikolsburg    | 26. Maximilian, II principe di Dietrichstein-Nikolsburg        |  |  |       |  |  |                                                                       |  |  |                                                         |  |
|                                                                   |                                                 | 13. Johanna Beatrix von Dietrichstein-Nikolsburg    | 26. Maximilian, II principe di Dietrichstein-Nikolsburg        |  |  |       |  |  |                                                                       |  |  |                                                         |  |
|                                                                   |                                                 | 13. Johanna Beatrix von Dietrichstein-Nikolsburg    | 27. Anna Maria von Liechtenstein                               |  |  |       |  |  |                                                                       |  |  |                                                         |  |
| 3. Maria Elisabeth von Liechtenstein                              |                                                 | 13. Johanna Beatrix von Dietrichstein-Nikolsburg    |                                                                |  |  |       |  |  |                                                                       |  |  |                                                         |  |
|                                                                   |                                                 | 14. Ferdinand Joseph, III principe di Liechtenstein | 28. Maximilian, II principe di Dietrichstein-Nikolsburg (= 26) |  |  |       |  |  |                                                                       |  |  |                                                         |  |
|                                                                   |                                                 | 14. Ferdinand Joseph, III principe di Liechtenstein | 28. Maximilian, II principe di Dietrichstein-Nikolsburg (= 26) |  |  |       |  |  |                                                                       |  |  |                                                         |  |
|                                                                   |                                                 | 14. Ferdinand Joseph, III principe di Liechtenstein | 29. Anna Maria von Liechtenstein (= 27)                        |  |  |       |  |  |                                                                       |  |  |                                                         |  |
| 7. Edmunda Maria von Dietrichstein-Nikolsburg                     |                                                 | 14. Ferdinand Joseph, III principe di Liechtenstein |                                                                |  |  |       |  |  |                                                                       |  |  |                                                         |  |
|                                                                   |                                                 | 15. Maria Elisabeth von Eggenberg                   | 30. Johann Anton I, II principe di Eggenberg                   |  |  |       |  |  |                                                                       |  |  |                                                         |  |
|                                                                   |                                                 | 15. Maria Elisabeth von Eggenberg                   | 30. Johann Anton I, II principe di Eggenberg                   |  |  |       |  |  |                                                                       |  |  |                                                         |  |
|                                                                   |                                                 | 15. Maria Elisabeth von Eggenberg                   | 31. Anna Maria von Brandenburg-Bayreuth                        |  |  |       |  |  |                                                                       |  |  |                                                         |  |
|                                                                   |                                                 | 15. Maria Elisabeth von Eggenberg                   |                                                                |  |  |       |  |  |                                                                       |  |  |                                                         |  |